# Johnny Flynn
Pour les articles homonymes, voir Flynn.
Johnny Flynn est un auteur, chanteur, musicien et acteur britannique, né le 14 mars 1983 à Johannesbourg (Afrique du Sud).

## Biographie

### Jeunesse et formations
Johnny Flynn naît le 14 mars 1983 à Johannesburg, dans la province de Gauteng (Afrique du Sud). Son père, Eric Flynn (en) (1939-2002), est un acteur et chanteur britannique et sa mère, Caroline Forbes. Du côté de son père, il a deux demi-frères plus âgés, Jerome Flynn et Daniel Flynn (en), et une demi-sœur, Kerry Flynn. Il a une sœur, Lillie Flynn, qui chante dans le Sussex Wit. Il déménage avec sa famille au Royaume Uni à l'âge de deux ans.
Il obtient une bourse pour s'inscrire à l'école de musique Pilgrims School (en) de la ville de Winchester, dans le Hampshire, où il chante dans le chœur de la chapelle, et apprend le violon et la trompette. Plus tard, il apprend seul à jouer de la guitare, et gagne une deuxième bourse de l'école de musique Bedales School, dans le village de Steep, près de Petersfield, aussi dans le comté du Hampshire, avant de commencer ses études d'acteur à la Webber Douglas Academy of Dramatic Art.
Il a joué dans plusieurs pièces de théâtre à Londres avec sa troupe Propeller[Quand ?], où ils reprennent notamment Shakespeare[réf. nécessaire].

### Carrière
Johnny Flynn commence sa carrière à la télévision, à commencer les séries télévisées Ash et Scribbs (Murder in Suburbia, 2005) et Holby City (2006), avant d'être choisi pour le film international La Croisade en jeans (Kruistocht in spijkerbroek, 2006) de Ben Sombogaart.
Le 28 mai 2008, il sort son album A Larum, sur le label Vertigo Records. Pour cet album, il s'entoure sur plusieurs chansons du groupe instrumental The Sussex Wit, dont sa sœur fait partie. Les critiques sont souvent élogieuses et le succès de l'album lui permet de partir en tournée en dehors des frontières européennes[réf. nécessaire].
Il doit une partie de sa popularité à la composition et l'interprétation de la chanson accompagnant le générique de la série britannique Detectorists, dont les trois saisons furent diffusée sur la chaîne BBC Four entre 2014 et 2017[réf. nécessaire].
Il sort, par la suite, plusieurs albums, les derniers en date étant Sillion (2017), et un enregistrement public intitulé Live at The Roundhouse (2018).
En septembre 2020, il est choisi pour la jeunesse de Nicholas Winton, un courtier britannique ayant organisé le sauvetage de 669 enfants tchécoslovaques, juifs pour la plupart, d'un destin fatal à Prague avant le déclenchement de la Seconde Guerre mondiale, pour le film biographique Une vie (One Life, 2023) de James Hawes, aux côtés d'Anthony Hopkins dans le même rôle, celui d'octogénaire.

### Vie privée
En 2011, Johnny Flynn épouse Beatrice Minns, une décoriste de théâtre, qu'il a connu depuis l'école secondaire, et avec qui il a trois enfants,,.

## Discographie

### Albums studio
- A Larum (2008)
- Been Listening (en) (2010)
- Country Mile (en) (2013)
- Sillion (en) (2017)
- Lost in the Cedar Wood (en) (2021) (avec Robert Macfarlane)
- The Moon Also Rises (en) (2023) (avec Robert Macfarlane)

### Singles
- The Box (2007)
- Leftovers (2008)
- Tickle Me Pink (2008)
- Brown Trout Blues (2008)

### Bandes originales
- A Bag of Hammers (en) (2011)
- Detectorists (2014)
- Song One (en) (2014)
- Emma (2020)
- The Score (en) (2021)

## Filmographie

### Cinéma

#### Longs métrages
- 2006 : La Grande Croisade (Crusade in Jeans) de Ben Sombogaart : Dolf Vega
- 2011 : Lotus Eaters d'Alexandra McGuinness : Charlie
- 2012 : Après Mai d'Olivier Assayas
- 2014 : Song One (en) de Kate Barker-Froyland : James Forrester
- 2014 : Sils Maria d'Olivier Assayas : Christopher Giles
- 2016 : Love is Thicker Than Water d'Ate de Jong et Emily Harris : Arthur
- 2017 : Jersey Affair (Beast) de Michael Pearce : Pascal Renouf
- 2019 : Cordelia d'Adrian Shergold : Frank (Ryan)
- 2020 : Emma. d'Autumn de Wilde : George Knightley
- 2020 : Stardust de Gabriel Range : David Bowie
- 2021 : The Dig de Simon Stone : Rory Lomax
- 2021 : La Ruse (Operation Mincemeat) de John Madden : Ian Fleming
- 2021 : The Score de Malachi Smyth : Mike
- 2022 : The Outfit de Graham Moore : Francis
- 2023 : Une vie (One Life) de James Hawes : Nicholas Winton, jeune
- 2024 : A Smallholding de Chris New : Tonkey

#### Court métrage
- 2017 : Contractor 014352 de Simon Ryninks : Guy Bricklin

### Télévision

#### Séries télévisées
- 2005 : Ash et Scribbs (Murder in Suburbia) : Josh Egan (saison 2, épisode 1 : Magie noire (Witches))
- 2006 : Holby City : Karl Massingham (saison 8, épisode 18 : Flight of the Bumblebee)
- 2008 : Kingdom : David Matthews (saison 2, épisode 5 d'Edward Hall (en))
- 2013 : Shakespeare's Globe Theatre : La Nuit des rois (Twelfth Night) de William Shakespeare, mise en scène et réalisation Tim Carroll : Viola
- 2014-2018 : Lovesick : Dylan Witter (22 épisodes)
- 2014 : Detectorists : Johnny Piper (saison 1, épisode 3)
- 2015 : Brotherhood : Toby (8 épisodes)
- 2016 : The Nightmare World of H. G. Wells : Alec Harringay (épisode 2)
- 2016 : National Theatre Live : Hangmen de Martin McDonagh, mise en scène Matthew Dunster, réalisation Ross MacGibbon : Mooney
- 2017-2018 : Genius : Albert Einstein, jeune (8 épisodes)
- 2017 : Inside No. 9  : Elliot Quinn (saison 3, épisode 6 Private View de Guillem Morales)
- 2018 : La Foire aux vanités (Vanity Fair) : William Dobbin (7 épisodes)
- 2018 : Les Misérables de Tom Shankland : Félix (épisode 1)
- 2018 : Genius : Alain Cuny (saison 2, épisode 2 : Picasso: Chapter Two)
- 2022 : Scrooge : A Christmas Carol de Stephen Donnelly : Bob Cratchit / Cratchit senior (voix)
- 2023 : The Lovers (en) : Seamus (6 épisodes)
- 2024 : Ripley de Steven Zaillian : Dickie Greenleaf
- 2024 : National Theatre Live : The Motive and the Cue de Jack Thorne, mise en scène Sam Mendes, réalisation Zoe Ford : Richard Burton